# Nhảy cầu tại Đại hội Thể thao Đông Nam Á 2007

Giải nhảy cầu tại Đại hội Thể thao Đông Nam Á 2007 diễn ra từ ngày 12 đến ngày 15 tháng 12 năm 2007 với 10 nội dung thi đấu.

## Xếp hạng theo quốc gia
| Hạng | Đoàn        | Vàng | Bạc | Đồng | Tổng |
| ---- | ----------- | ---- | --- | ---- | ---- |
| 1    | Malaysia    | 7    | 3   | 3    | 13   |
| 2    | Philippines | 2    | 4   | 1    | 7    |
| 3    | Indonesia   | 1    | 1   | 3    | 5    |
| 4    | Việt Nam    | 0    | 2   | 2    | 4    |
| 5    | Thái Lan    | 0    | 0   | 1    | 1    |
| Tổng | Tổng        | 10   | 10  | 10   | 30   |

## Bảng huy chương
| Nội dung              | Vàng                                      | Bạc                                        | Đồng                                         |          |
| --------------------- | ----------------------------------------- | ------------------------------------------ | -------------------------------------------- | -------- |
| Cầu mềm 1 m nam       | Yeoh Kee Nee                              | Domemios Zardo                             | Rossharisham Roslan                          | chi tiết |
| Cầu mềm 3 m nam       | Yeoh Kee Nee                              | Rossharisham Roslan                        | Domemios Zardo                               | chi tiết |
| Cầu mềm 3 m đôi nam   | Malaysia Yeoh Kee Nee Rossharisham Roslan | Philippines Domemios Zardo Carog Nino      | Việt Nam Vũ Anh Duy Nguyễn Minh Sang         | chi tiết |
| Cầu cứng 10 m nam     | Lomas Bryan                               | Fabriga Rexel                              | Mochammad Nasrullah                          | chi tiết |
| Cầu cứng 10 m đôi nam | Philippines Fabriga Rexel Asok Jaime      | Việt Nam Vũ Anh Duy Nguyễn Minh Sang       | Indonesia Mochammad Nasrullah Husaini Noor   | chi tiết |
| Cầu mềm 1 m nữ        | Leong Mun Yee                             | Perez Sheila                               | Jimie Elizabeth                              | chi tiết |
| Cầu mềm 3 m nữ        | Perez Sheila                              | Leong Mun Yee                              | Hoàng Thanh Trà                              | chi tiết |
| Cầu mềm 3 m đôi nữ    | Malaysia Imie Elizabeth Leong Mun Yee     | Việt Nam Hoàng Thanh Trà Nguyễn Hoài Anh   | Indonesia Nani Suryani Purnama Eka           | chi tiết |
| Cầu cứng 10 m nữ      | Shenny Amelia                             | Pandelela Rinong                           | Cheong Jun Hong                              | chi tiết |
| Cầu cứng 10 m đôi nữ  | Malaysia Cheong Jun Hong Pandelela Rinong | Indonesia Shenny Amelia Herlyani Sukmahati | Thái Lan Tommaoros Sukrutai Putsadee Dangjai | chi tiết |